# 日本国際民間協力会
公益社団法人日本国際民間協力会（にほんこくさいみんかんきょうりょくかい、英文名称：Nippon International Cooperation for Community Development、略称：NICCO）は、京都府京都市中京区に本部を置く国際協力NGOである。略称をNICCO（ニッコー）としているが、アラビア語圏ではNICCODと称される。

## 概略
日本のNGOの草創期である1979年（昭和54年）12月に設立。京都に本部を置き「駆けつける。そばにいる。」を合言葉に、アジア、中東、アフリカ等の各地で、緊急災害支援や、職業訓練、環境保全型農業に基づく農村開発を中心に、途上国の人々の自立支援を行っている。日本国内では、東日本大震災の緊急災害・復興支援、若者の人材育成に力を注いでいる。

## 活動の規範
徹底した人道主義に基づき、特定の人種、宗教、政治思想に偏ることのない活動を行うことを活動規範として、以下のビジョンとミッションを掲げている。

### ビジョン
人々が貧困と紛争から解放され、地球環境との調和の中で、自己の可能性を十分に実現できる、心と地域の平和の構築。

### ミッション
- 緊急災害支援

紛争や災害が原因で、生命の危機にさらされる人々の支援を行うこと
- 自立支援

貧困や災害が原因で、困難な生活状況にある人々に収入を結びつけ、 経済的・精神的な自立を達成すること。
- 環境保全

地球環境を考慮し、持続可能な発展を何よりも優先すること。
- 人材育成

技術やリーダーシップを有し、国際社会で通用する人材を育成すること。

## 活動資金
関西を中心に個人・法人の会員約300名を有し、収入は約10%が会費と寄付金、40%が民間助成金、30%がODAや国連の資金、その他雑収入等となっている。

## 活動内容と活動国
マラウイ、パレスチナ、ヨルダン、イラン、アフガニスタン、パキスタン、日本で活動を行っている。活動は以下の通り。

### マラウイ
- 「食の安全保障」のため、パーマカルチャーに基づいた環境保全型農業の普及
- 衛生改善と土壌肥沃化のため、エコサントイレ建設と井戸建設
- 医療専門家派遣によるマラリア・HIV/AIDS等の感染症と母子保健の対策
- 環境保全と収入創出のため、モリンガやジャトロファ等有用樹の苗の配布と植林

### パレスチナ
- パーマカルチャー農法と高品質オリーブオイル生産のための技術移転とマーケティング支援
- パレスチナ、イスラエル、ヨルダン、日本のオリーブ農家、NGO、専門家等の平和構築を目指したネットワーク作り
- ガザにおける女性への洋裁訓練と、孤児等への服の提供

### ヨルダン
- イラク難民への心理社会的ケアとカウンセリング
- 収入創出による女性の自立支援
- 青少年の就業支援

### イラン・ アフガニスタン
- イランのアフガン難民を対象とした帰還・就職支援センターの運営とIT職業訓練の実施
- アフガニスタンの女性を対象とした識字教室とIT訓練（アフガニスタン国内）

### パキスタン
- 水害被災者に対する物資の配布
- 農村での水質浄化施設建設と農業による収入創出

### 日本
- 東日本大震災被災地での緊急災害および復興支援（物資配布、巡回医療、ペスコントロール、建物の安全確認、ボランティア派遣による炊き出しやがれき撤去、農業復興支援、東北の新たな名産品づくりによる収入創出、心理社会的ケア、学校再生支援など）
- 環境保全と地域活性化、人材育成を目的とした「琵琶湖モデルファーム」における有機農業と途上国モデル構築（滋賀県竜王町）
- 国際協力分野でリーダーシップを取れる人材の育成

## 過去に活動を完了した国
イエメン、イラク、インドネシア、カンボジア、スリランカ、タイ、ネパール、ベトナム、ラオス、ハイチ

## 略歴・概要
- 1979年、当時のカンボジア内戦により急増した難民を助けるために、カンボジアから京都大学に留学していたヘン・パラー氏の呼びかけにより、京都の学生と主婦が中心となって、京都の街頭で募金を集め、それを元にカンボジア難民を支援するための“カンボジア難民救援会（KRRP）”として発足。

以降、1980年代はタイとカンボジアの国境地帯を中心に緊急支援、職業訓練、小規模融資銀行、コミュニティ開発を行う。
- 1988年、カンボジア以外での活動の広がりに合わせて、日本国際民間協力機関（NICCO）に改称。
- 1991年、湾岸戦争後のイラクに医薬品等の供与を実施（1993年終了）。
- 1992年、日本のNGOとして初めて、ベトナムの復興支援を開始。1998年からはパーマカルチャーに基づく村落開発を実施（2005年終了）。
- 1993年、外務省より社団法人格の許可を受け、社団法人日本国際民間協力会（NICCO）と改称。
- 1994年、ラオスにて牛銀行等の小規模融資等の支援を実施（2002年終了）。
- 1995年、阪神・淡路大震災の被災者支援のためのボランティア派遣を実施（同年終了）。
- 1996年、特定公益増進法人格を取得し、寄付金は税制上の優遇措置の対象となる。国連経済社会理事会の特別協議資格（Special Consultative Status）を取得。国際社会でリーダーシップを取れる人材の育成を目的として、インターンシップ制度を開始。以後毎年約20名の若者を受入れ、京都本部と途上国の事業地にて実務研修を実施。（インターンシップ修了生は約300名以上）
- 1998年、ネパールにて紙漉きによる職業訓練等を実施（2001年終了）。
- 1999年、イエメンにて洋裁による女性の職業訓練を実施（2002年終了）。
- 2000年、ジャパン・プラットフォーム（緊急人道支援のためのNGO、政府、財界による協力体）の設立メンバーとして参加。ヨルダンにてパーマカルチャーに基づいたコミュニティ開発を実施（2007年終了）。
- 2002年、アフガニスタンでの復興支援とイラン国内のアフガン難民の支援を実施。
- 2003年、イラン・バムの地震被災者への緊急災害支援を実施（2004年終了）。
- 2004年、インド洋大津波の被災者への緊急災害支援をスリランカにて実施（2005年終了）。
- 2005年、パキスタン地震の被災者への緊急災害支援を実施（2006年終了）。ヨルダンでのオリーブ農家支援事業から生まれた有機JAS認証を得たオリーブオイル「Royal Nabali Organic」が、日本でも販売開始される。滋賀県大津市にて環境保全、地域活性化、人材育成を目的とした「琵琶湖モデルファーム」の運営を開始（2007年まで）。
- 2006年、マラウイの飢餓による種子配布を実施。その後農業技術移転、水・衛生、保健医療、収入創出、植林を総合的に行い、「飢餓の起きない村づくり」支援を実施。インドネシア・ジャワ島の地震被災者への緊急災害支援を実施（2007年終了）。レバノンにてイスラエルとヒズボラの戦闘による被災者への緊急人道支援を実施（同年終了）。
- 2007年、インドネシア・スマトラ島の地震被災者への緊急災害支援を実施（同年終了）。パレスチナ・西岸地区でのオリーブ農家や女性を対象としたコミュニティ開発を実施。ヨルダンのイラク難民に対する心理社会的ケアとカウンセリング支援を実施。
- 2008年、ミャンマーにてサイクロン被災者への緊急災害支援を実施（同年終了）。中国・四川大地震の被災者への緊急災害支援を実施（同年終了）。「琵琶湖モデルファーム」を新たに滋賀県竜王町に移転し、冬季湛水型の田んぼでの稲作等による、環境保全、地域活性化、人材育成のモデル作りを実施。日本と諸外国との友好親善推進への寄与が認められ、平成20年度外務大臣表彰を受賞。
- 2009年、パレスチナ・ガザ地区にてイスラエルとハマスの戦闘後の緊急人道支援を実施。その後女性の洋裁訓練と孤児への衣料品の提供を継続。インドネシア・スマトラ島の地震被災者への緊急災害支援を実施。
- 2010年、パレスチナのオリーブ農家支援から生まれたエキストラ・バージン・オリーブオイル「Tubassee Nabali」が、新宿伊勢丹にて販売される。ハイチの地震被災者への緊急災害支援を実施（2011年終了）。パキスタンの水害被災者への緊急災害支援を実施（2012年終了）。内閣府より公益社団法人格の認定を受け、公益社団法人日本国際民間協力会（NICCO）となる。
- 2011年、途上国への息の長い自立支援活動が認められ、第18回読売国際協力賞を受賞。タイの水害被災者への緊急災害支援を実施（2012年終了）。東日本大震災被災者支援を実施、現在に至る。
- 2012年、東日本大震災の被災地域支援活動（ペストコントロール）に対する環境大臣感謝状を受領